# Ergofobija
Ergofobija (od starogrčkih riječi „ergon“ rad, posao) i „phobos“ strah je iracionalan teški neurotski poremećaj straha ili osjećaj tjeskobe od rada. Taj izraz može opisati i općenit strah od preuzimanja odgovornosti pri radu. Najčešće nije vezana za objekt ili osobu. Ergofobija može biti i kombinacija straha, kao primjerice straha od neuspjeha pri obavljanju dodijeljenih zadataka ili rada pred skupinom ljudi.